# Kwadwo Duah
Kwadwo Duah (Londres, 24 de febrero de 1997) es un futbolista suizo que juega como delantero en el P. F. C. Ludogorets Razgrad de la Primera Liga de Bulgaria.

## Selección nacional
Fue internacional con la selección sub-19 de Suiza en 4 ocasiones anotando 3 goles y sub-20 en otras cuatro ocasiones. Con la absoluta hizo su debut el 4 de junio de 2024 en un amistoso ante Estonia.

### Participaciones en Eurocopas
| Copa          | Sede     | Resultado        | Partidos | Goles |
| ------------- | -------- | ---------------- | -------- | ----- |
| Eurocopa 2024 | Alemania | Cuartos de final | 3        | 1     |

### Goles internacionales
| N.º | Fecha               | Estadio                                  | Rival   | Gol | Resultado | Competición   |
| --- | ------------------- | ---------------------------------------- | ------- | --- | --------- | ------------- |
| 1   | 15 de junio de 2024 | Estadio Rhein Energie, Colonia, Alemania | Hungría | 0-1 | 1-3       | Eurocopa 2024 |

## Clubes
| Club                         | País     | Año       |
| ---------------------------- | -------- | --------- |
| B. S. C. Young Boys          | Suiza    | 2013-2019 |
| Neuchâtel Xamax FCS (cedido) | Suiza    | 2017      |
| F. C. Winterthur (cedido)    | Suiza    | 2017-2018 |
| Servette F. C. (cedido)      | Suiza    | 2018-2019 |
| F. C. Wil 1900               | Suiza    | 2018-2020 |
| F. C. St. Gallen 1879        | Suiza    | 2020-2022 |
| 1. F. C. Núremberg           | Alemania | 2022-2023 |
| P. F. C. Ludogorets Razgrad  | Bulgaria | 2023-     |

## Palmarés

### Títulos nacionales
| Título                   | Club                        | País     | Año  |
| ------------------------ | --------------------------- | -------- | ---- |
| Supercopa de Bulgaria    | P. F. C. Ludogorets Razgrad | Bulgaria | 2023 |
| Primera Liga de Bulgaria | P. F. C. Ludogorets Razgrad | Bulgaria | 2024 |
| Supercopa de Bulgaria    | P. F. C. Ludogorets Razgrad | Bulgaria | 2024 |
| Primera Liga de Bulgaria | P. F. C. Ludogorets Razgrad | Bulgaria | 2025 |
| Copa de Bulgaria         | P. F. C. Ludogorets Razgrad | Bulgaria | 2025 |